# Peder Brønnum Scavenius
Peder Brønnum Scavenius, född 6 januari 1795 i Köpenhamn, död 4 december 1868 på Gjorslev, var en dansk godsägare och politiker. Han var son till Jacob Brønnum Scavenius och far till Jacob Scavenius.
Scavenius blev juris kandidat 1816, övertog ett par av faderns gods 1825, blev kammarherre 1840 och adlades 1845. Han var 1835–1848 medlem av östiftens provinsialständer och 1848–1849 av den grundlagstiftande riksförsamlingen. Han intog en mycket konservativ ställning och krävde i synnerhet en stark kungamakt samt var slutligen med om att protestera mot den nya grundlagen. Som ledamot av riksrådet 1854–1859 tillhörde han det konservativa helstatspartiet, varjämte han 1856 var en bland ledarna för godsägarnas motstånd mot obligatorisk avlösning av fästeförhållandet. År 1865 var han en av stiftarna och senare en av de ledande i Oktoberforeningen. Han bildade en stor och dyrbar bok- och kartsamling samt uppförde på herrgården Gjorslev ett astronomiskt observatorium.

## Utmärkelser
- Riddare av Dannebrogorden,  1845[2]
- Kommendör av Dannebrogorden,  1854[2]

[Redigera Wikidata]